# Heksagram
Heksagram (grč. εξάγραμμο), geometrijski lik u obliku šestokrake zvijezde, sastavljen od dvaju sukladnih trokuta koji se sijeku. Kod Židova je predstavljen kao Davidova zvijezda, prastari simbol židovstva.

## Vanjske poveznice
- Heksagram Hrvatska enciklopedija
- Heksagram Proleksis enciklopedija